# Harald Notini
Harald Elof Notini, född 26 december 1879 i Stockholm, död 25 mars 1959 i Stockholm, var en svensk inredningsarkitekt, formgivare och skulptör. Notini hade tre patent på det belysningstekniska området.
Han var son till Axel Notini och Augusta Katarina Konstantia Bourdin och från 1906 gift med Hilma Thudén och far till Gösta Notini och Marita Notini-Nordquist samt bror till Gunnar Notini. Han studerade vid Högre konstindustriella skolan i början av 1900-talet och fortsatte därefter sina studier i Tyskland och Frankrike. Efter avslutade studier arbetade han som formgivare för Arvid Böhlmarks lampfabrik och Pukebergs glasbruk. Han medverkade i konsthantverksutställningar i Stockholm, Malmö, Göteborg och Paris. För Apoteket Stenbocken utförde han en bred stucklist föreställande lövverk och stenbockshuvuden. Notini är representerad vid Nationalmuseum, Stockholm.

## Patent
1. Armatur för elektrisk belysning[2] (1935),
2. Belysningsarmatur[3] (1938),
3. Belysningsarmatur för sjuksalar och dylikt[4] (1940).